# George Smathers
George Armistead Smathers (ur. 14 listopada 1913, zm. 20 stycznia 2007) – amerykański polityk i prawnik, demokrata, który przez przeszło 18 lat reprezentował stan Floryda w Senacie USA, oraz wcześniej jeden z jej okręgów w Izbie Reprezentantów.

## Rys biograficzny
Smathers urodził się w Atlantic City w New Jersey w rodzinie o pewnych tradycjach politycznych. Jego wuj, William Howell Smathers, był senatorem z New Jersey. W roku 1919 rodzina przeniosła się na Florydę.
Studiował prawo na tamtejszym uniwersytecie, gdzie był członkiem i prezesem bractwa Sigma Alpha Epsilon, kapitanem drużyny sportowej oraz przewodniczącym ciała studenckiego. W roku 1938 powrócił do Miami, gdzie, od 1940 do 1942 nabrał pewnej praktyki publicznej, pracując jako asystent prokuratora okręgowego. W czasie II wojny światowej służył w piechocie morskiej.

### Kariera polityczna
Po wojnie zdobył ostrogi kongresmena, który to urząd piastował przez dwie (1947–1951) dwuletnie kadencje. Zaraz potem przesiadł się w wyborach roku 1950 na fotel senatora, pokonując w wyborach wstępnych urzędującego liberalnego senatora Claude’a Peppera. W czasie kampanii Smathers zarzucał swemu oponentowi sprzyjanie komunistom oraz atakował za poparcie dla idei rozszerzenia praw obywatelskich. Sam zaliczał się do konserwatywnych w tym względzie demokratów z południa (Dixiecrats). Wygłosił też przemówienie następującej treści, choć potem zaprzeczał, iż miało to kiedykolwiek miejsce:
Claude Pepper jest znany wszystkim jako bezwstydny ekstrowert, który uprawia nepotyzm ze swoją sekretarką. Co gorsza niezbicie wiadomo, iż przed ślubem uprawiał celibat (za: Zygmunt Broniarek, Biały Dom i jego prezydenci)
W Senacie zasiadał w latach 1951-1969, czyli trzy sześcioletnie kadencje. W tym czasie zaprzyjaźnił się bardzo blisko zarówno z Johnem F. Kennedym z Massachusetts i Richardem Nixonem z Kalifornii, którzy obaj zostali potem prezydentami Stanów Zjednoczonych. Smathers, zapytany kiedyś o różnicę między swoimi dwoma przyjaciółmi i zajadłymi politycznymi antagonistami (choć paradoksalnie Kennedy i Nixon utrzymywali dobre stosunki osobiste), odparł, że Kennedy był bardziej zabawny.
W roku 1956 jak prawie wszyscy senatorzy demokratyczni z Południa podpisali dokument zwany Southern Manifesto, który atakował decyzję Sądu Najwyższego, uznającą desegregację w szkołach publicznych za niezgodne z konstytucją. Jedynymi demokratami, którzy go nie podpisali byli Lyndon B. Johnson z Teksasu oraz Estes Kefauver i Albert Gore senior z Tennessee.
W roku 1960 Smathers ubiegał się o nominację partii jako kandydat na prezydenta, ale nie miał szans na jej uzyskanie i prowadził potem kampanię Kennedy’ego na Południu. Wielu uważało, iż jego kandydatura miała na celu pomóc Kennedy’emu w zdobyciu południa na konwencji z jego poparciem. W ogóle uważany był za członka klanu Kennedych.
W roku 1968 ponownie ubiegał się o nominację prezydencką, rezygnując z walki o reelekcję do Senatu. Pokonany został jednak przez wiceprezydenta Huberta Humphreya. Kandydat demokratów na wakujące stanowisko senatora i były gubernator stanu T. LeRoy Collins przegrał wybory.